# Planudes
Planudes (en llatí Planudes, en grec Πλανούδης) també anomenat Planudes Màxim, va ser un monjo i erudit constantinopolità de l'època romana d'Orient.
Es va distingir com a teòleg, gramàtic i retòric, però el seu paper més interessant va ser com a compilador de les col·leccions dels poetes menors grecs (les conegudes com a garlandes o antologies, Στέφανοι, ̓Ανθολογίαι). Va viure a Constantinoble a la primera meitat del segle xiv.
Andrònic II Paleòleg el va enviar com a ambaixador a Venècia l'any 1327. Altres fites de la seva vida publica o privada són desconegudes.
Les seves obres individuals no són de prou importància per ser enumerades d'una en una i cal agrupar-les temàticament: oracions i homilies, traduccions del llatí al grec del Somni d'Escipió, inclòs a la República de Ciceró, Les Metamorfosis d'Ovidi, les Disticha de Moribus de Dionisi Cató, la Consolació de la filosofia, de Boeci, Ars grammatica d'Eli Donat, la Guerra de les Gàl·lies, de Juli Cèsar, La ciutat de Déu d'Agustí d'Hipona, dues obres gramaticals, una col·lecció de Faules d'Isop, algunes obres aritmètiques entre les quals té importància uns comentaris sobre l'Aritmètica de Diofant, algunes obres d'història natural, comentaris sobre retòrics grecs, un poema en 47 versos hexàmetres i algun altre poema menor. La seva obra principal, l'Antologia de Planudes, inicialment va ser considerada l'Antologia grega per excel·lència fins que es va descobrir l'Antologia de Constantí Cefalàs.

### L'Antologiade Planudes
Es compon de set llibres, cadascun dels quals, excepte el cinquè i el setè, dividits en capítols i ordenats per ordre alfabètic. El primer llibre es titula Έπιδειτικά (pomposes, ostentoses) i recull epigrames d'aquesta temàtica. El segon σκωπτικά, parla de temes satírics. El tercer ἐπιτύμβια, és de tema sepulcral, inscripcions als sepulcres. El quart recull inscripcions sobre estàtues d'atletes i altres obres d'art. El cinquè recull l'Ἔκφρασις de Cristòdor i inscripcions i epigrames sobre estàtues de carruatges a l'hipòdrom de Constantinoble. El sisè ἀναθηματικά, reuneix malediccions. I el setè ἐρωτικά, parla sobre temes amorosos. Aquest repartiment és diferent del que fa Agàties en el seu recull, amb el que de vegades s'ha confós. Aquesta Antologia, recull i organitza la de Constantí Cefalàs, i afegeix alguns epigrames diferents.